# Ablita adin
Ablita adin är en fjärilsart som beskrevs av William Schaus 1911. Ablita adin ingår i släktet Ablita och familjen nattflyn. Inga underarter finns listade i Catalogue of Life.